# پولارکوس
پولارکوس (انگلیسی: Polarcus) شرکت خدمات نفت اماراتی است، که در سال ۲۰۰۸ تأسیس شد.